# Paracontias milloti
Paracontias milloti — вид сцинкоподібних ящірок родини сцинкових (Scincidae). Ендемік Мадагаскару.

## Поширення і екологія
Paracontias milloti мешкають в Національному парку Марожежі на північному сході острова Мадагаскар, а також на островах Нусі-Міціо і Нусі-Мамоко біля узбережжя північно-західного Мадагаскару. Вони живуть у вологих тропічних лісах.